# Aggressive zone
「Aggressive zone」（アグレッシブ・ゾーン）は、ニードレス★ガールズ+の1枚目のシングル。2009年8月26日にGloryHeavenから発売された。

## 概要
表題曲「Aggressive zone」は、イヴ・ノイシュヴァンシュタイン（喜多村英梨）、クルス・シルト（遠藤綾）、セツナ（後藤沙緒里）、未央（牧野由依）、ディスク（加藤英美里）の5人が歌うテレビアニメ『NEEDLESS』の前期エンディングテーマとなっている。カップリングには、セツナ、未央、梔（茅原実里）による「あまくてまるいあした」と「Aggressive zone」のリミックスが収録されている。CDジャケットには、上記6キャラクターの制服イラストを使用。

## 収録曲
（全作詞：畑亜貴、作曲・編曲：高田暁）
1. Aggressive zone [3:57] 
歌：ニードレス★ガールズ+（喜多村英梨、遠藤綾、後藤沙緒里、牧野由依、加藤英美里）
  - テレビアニメ『NEEDLESS』前期エンディングテーマ
2. あまくてまるいあした [4:16] 
歌：ニードレス★ガールズ+（後藤沙緒里、牧野由依、茅原実里）
3. Aggressive zone (Crystal Blue Sky Remix) [5:24]
リミキサー：Tsukasa
4. Aggressive zone （Off vocal）
5. あまくてまるいあした （Off vocal）